# White choco
「White choco」（ホワイト チョコ）は、LOVEの2枚目のシングル。2007年11月21日にLOCOMUSICよりリリース。

## 解説
- 前作同様、実際には大塚愛が作詞作曲を担当しているものの、いずれも「LOVE」とクレジットされている。
- もともとこの曲は、発売から4年前に発表された大塚愛のデビューシングル『桃ノ花ビラ』のプロモーション用CDにダイジェスト版として収録されていた曲であり、音源も当時のまま使用されている。

## 収録曲

### CD
1. White choco
  - 作詞・作曲・編曲：LOVE
2. White choco -instrumental-

### DVD
1. White choco -music clip-